# Charo Fuentes
Charo Fuentes Caballero (Cascante, 11 de octubre de 1943) es una escritora, poeta y gestora cultural navarra.

## Biografía
Nacida en Cascante, a los dos años queda huérfana de padre, suceso determinante en su poesía al tomar a la madre, con educación de bachiller, algo inusual, como modelo vital. Su madre vuelve a casarse reconstruyendo el círculo familiar con dos hermanas más, además del hermano.
Estudia bachiller en Tudela, en la Compañía de María, y después en Pamplona, en el Colegio de Ursulinas. En ambos centros las asignaturas de Lengua Española y Literatura serán materías en las que notará mayor afinidad y desarrollará desde temprana edad afición por la lectura y escritura.
Empezó sus estudios de Filosofía y Letras en la Universidad de Navarra (entonces llamado Estudio General de Navarra), prosiguió en la Universidad Complutense de Madrid, con Filología Románica, y terminó Historia y Humanidades de nuevo en la Universidad de Navarra donde obtuvo la licenciatura.
En 1967 se casa, tiene cinco hijos y, con ello, abandona, temporalmente su actividad intelectual, excepto la lectura y su afición al teatro. 
Paulatinamente logra retomar su actividad vocacional llegando a manifestar:

«Una cosa es volver, que volví, y otra cosa distinta que te lo consientan. Creí que la dificultad del consentimiento era interno, pero no lo era. Una puede vencerse a sí misma y puede hacer ´cómplice- con dificultades- al que comparte su vida, pero no puede vencer ni la maledicencia ni el bloqueo de los ajenos. Pobres diablos.»
Charo Fuentes, 17 de enero de 2015

Gracias al apoyo de Juan Ruiz de Torres y su relación con el Taller Prometeo de Poesía Nueva de Madrid, se le «abrieron las puertas del Paraíso Perdido.» Publica en estos momentos, como reflejo del cambio vital vivido, las Uvas torrenciales.

## Trayectoria
Ha trabajado como organizadora de eventos culturales en Pamplona (cursos monográficos de Benítez Claros), Madrid, Barcelona. Ha sido, también, miembro de Jurado en distintos Certámenes poéticos y participa en recitales, charlas y talleres de poesía en el Ateneo de Navarra, Asociación Bilaketa de Aoiz, Instituto de Promoción de Estudios Sociales (IPES), Casa de Cultura de Cascante, Centro Avenida de Cascante, Centro Cultural Castel Ruiz de Tudela, Exposición de "Imagen y Palabra" con Pepe Alfaro, Victoriano Bordonaba, Victor Arribas, Manuel Martínez Fernández de Bobadilla, Ángel Urrutia y Alejandro Ros.

Participó en 1985 en la exposición "Imagen y Palabra", que recogía la obra de siete poetas navarros, junto a las litografías que Manuel Clemente Ochoa realizó para los poemas. (Madrid y Barcelona).

Es vocal de la Asociación Cultural de Amigos de Cascante ''Vicus'' y socia y colaboradora de la Asociación de mujeres "Candela" en la organización de encuentros de mujeres del Valle del Queiles, entre otros actos (charlas monográficas, textos poéticos o históricos). También en Cascante, dirigió, creó el guion y actuó en la obra de teatro "Miguel Hernández, poeta español", obra escrita por encargo del Ayuntamiento de Cascante en el centenario del poeta que se representó en la Casa de Cultura y en el Centro Cultural Avenida.

Ha escrito en las revistas literarias Río Arga, Traslapuente, Pregón (Navarra), Alisma (California), Cuadernos de Poesía Nueva (Madrid), Zurgay (San Sebastián) y en los periódicos Diario de Navarra y Navarra hoy.

Citada en antologías como Río Arga, Estudio y Antología de una Revista Literaria Navarra; Antología de Poesía Nueva; Antología de Teresa de Jesús; Antología Poética Vasca; Emakume Olerkariak, Poetas Vascas; Poetas Navarros del siglo XX; Pamplona Cantada y Contada; Antología del Vino; Escritores Navarros Actuales. Participó en el ensayo: La Mujer en la Literatura de Plutarco Marsá.

## Obras
Poesía
- Uvas Torrenciales (1984) reflejo del cambio vital y político vivido por la autora.[3]
- Con un Papagayo verde (1990), con prólogo de Leopoldo de Luis, destaca el carácter irreverente de la obra.[6]

Ensayo
- Río Arga, estudio y antología de una revista literaria navarra (1988), redactado junto a Tomás Yerro.

Inéditas
Poesía
- "Voces"
- "Canciones y guiños de amiga urbana"
- "Fueron un tiempo"

Ensayo
- "Revistas literarias navarras (1936- 1984)"

Teatro
- "Miguel Hernández, poeta español".

## Premios y reconocimientos
- Es una de las doce escritoras que aparece en el calendario navarro editado en 2009 por el Instituto Navarro para la Igualdad.[7]